# Greenville (Delaware)
|  | Dieser Artikel wurde aufgrund von inhaltlichen Mängeln auf der Qualitätssicherungsseite des Projektes USA eingetragen. Hilf mit, die Qualität dieses Artikels auf ein akzeptables Niveau zu bringen, und beteilige dich an der Diskussion! Eine nähere Beschreibung der zu behebenden Mängel fehlt. |

Greenville ist eine US-amerikanische Gemeinde im New Castle County im US-Bundesstaat Delaware. Das U.S. Census Bureau hat bei der Volkszählung 2020 eine Einwohnerzahl von 3.104 ermittelt.
Die Gemeinde liegt bei den geographischen Koordinaten 39,78° Nord, 75,60° West. Das Gemeindegebiet hat eine Größe von 7,1 km².

## Sehenswürdigkeiten
Greenville hat verschiedene Sehenswürdigkeiten: John Carney Agricultural Complex, Alexis I. duPont High School, Hagley Museum und Bibliothek, Henry Francis DuPont Winterthur Museum, Holladay-Harrington House und weitere.

## Bevölkerungsstatistik
Bei der Volkszählung im Jahre 2010 wurde eine Einwohnerzahl von 2.326 ermittelt. Diese verteilten sich auf 1.076 Haushalte in 654 Familien. Die Bevölkerungsdichte lag bei 327/km². Es gab 1.395 Gebäude, was einer Dichte von 196,5/km² entspricht.
Die Bevölkerung bestand im Jahre 2010 aus 85,7 % Weißen, 7,2 % Asiaten, 4,8 % Afroamerikanern und 0,9 % anderen. 1,3 % gaben an, von mindestens zwei dieser Gruppen abzustammen. 3,4 % der Bevölkerung bestand aus Hispanics, die verschiedenen der genannten Gruppen angehörten.
21,1 % waren unter 18 Jahren, 3,7 % zwischen 18 und 24, 22,5 % von 25 bis 44, 28,8 % von 45 bis 64 und 24,0 % 65 und älter. Das mittlere Alter lag bei 46,6 Jahren. Bei den über 18-Jährigen kamen auf 100 Frauen statistisch 89,6 Männer.
Das mittlere Einkommen pro Haushalt lag bei 133.864 $, das mittlere Familieneinkommen bei 159.632 $. Das Pro-Kopf-Einkommen wurde mit 109.521 $ angegeben. Keine der Familien aber 2,5 % der Gesamtbevölkerung lagen mit ihrem Einkommen unter der Armutsgrenze. Der Mindestlohn in Greenville beträgt TX= 3,594,65 €.
Greenville und Henlopen Acres sind die beiden reichsten Orte in Delaware, gemessen am Pro-Kopf-Einkommen.